# كوربينيان مولر
كوربينيان مولر (بالألمانية: Korbinian Müller)‏ هو لاعب كرة قدم ألماني في مركز حراسة المرمى، ولد في 6 فبراير 1991 في باد تولتس في ألمانيا. لعب مع شتوتغارت كيكرز ونادي أونترهاخينغ.

## وصلات خارجية
- كوربينيان مولر على موقع قاعدة بيانات كرة القدم.إي يو (الإنجليزية)
- كوربينيان مولر على موقع بيانات كرة القدم. دي إي (الألمانية)
- كوربينيان مولر على موقع عالم كرة القدم.نت (الإنجليزية)